# Rooswijk
De Rooswijk was een schip van de VOC dat dienst deed tussen 1737 en 1740.

## Diensttijd
Het schip werd gebouwd voor de VOC-Kamer Amsterdam van de handelscompagnie. Op 9 januari 1740 verging de Rooswijk tijdens een storm op een van de zandbanken van Goodwin Sands, ongeveer 9 km uit de kust bij Deal (Kent). De Rooswijk was voor haar tweede tocht vertrokken vanaf Texel, volgeladen met dertig kisten staafzilver en zilveren munten, richting Indië. De kapitein tijdens deze fatale tweede tocht was Daniel Ronzieres (1705-1740). Het schip verging met de volledige bemanning, er waren geen overlevenden. Vanaf de Engelse kust waren kanonschoten te horen die suggereerden dat er een schip in nood was. Enige tijd na het vergaan vonden Engelse vissers een kist met brieven waaruit bleek dat het inderdaad de Rooswijk was die was vergaan.

## Wrak
De Rooswijk werd bij toeval in 2004 ontdekt door een amateurduiker. Tussen mei en september 2005 dook Rex Cowan, een professionele duiker die ook onder andere het VOC-schip 't Vliegend Hert opdook, enkele keren naar het wrak. Hierdoor wist hij een deel van de lading te bergen. Zo dook hij onder andere zilveren baren, munten, sabels, kanonnen, musketten en gebruiksvoorwerpen (o.a. kookgerei, een kaarsendover, een bril en een mosterdpotje met de lepel er nog in) op. Omdat de Nederlandse staat wettelijk gezien eigenaar is van de lading werd deze overgedragen. Een deel hiervan is in musea te zien.
De resten van het wrak worden voornamelijk bedreigd door natuurlijke omstandigheden (stroming, schuivende zandlagen). Daarom zal de lading tussen juli en oktober 2017 door een internationaal team van duikers worden geborgen, de vondsten zullen op de kade tentoongesteld worden.